# باشگاه فوتبال مس نوین کرمان
باشگاه فوتبال مس نوین کرمان یک باشگاه در شهر کرمان، ایران است که تیم دوم باشگاه فوتبال مس کرمان محسوب می‌شود.